# Flora Berger
Flora Berger, née le 29 août 1953 à Paris, est une journaliste, guide touristique, conteuse et écrivaine des Alpes-de-Haute-Provence. Elle est inspirée par le monde de la montagne qu'elle décrit à travers des monographies, des contes pour enfants et adultes, des romans et des récits,. Elle habite la commune d'Aiglun.

## Biographie
Née à Paris, elle arrive à dix ans dans les Alpes-de-Haute-Provence,. Elle fait des études de tourisme à Nice et étudie les langues à Munich et à Londres. Elle pratique l'alpinisme. Elle commence une carrière dans l'animation touristique et sportive. En 1980, elle devient journaliste dans un quotidien régional. Elle crée un mensuel, Top Loisir04 en 1986.
En 1989, elle se lance dans l'écriture de monographies et débute en tant que conteuse, activité où elle utilise ses compétences musicales, notamment la flûte traversière. En 1992, elle publie son premier roman Raga aux éditions Terradou.
Dans ses écrits, elle explore, entre autres, l'univers des Alpes du Sud et de la montagne.

## Distinctions
- Lauréate des Oralies en 1993[9].

## Œuvres

### Monographies
- Raconte moi le Verdon, éditions Terradou, 1990[10],[11].
- Raconte moi l'Ubaye, éditions Terradou, 1991
- Raconte moi la truffe, éditions Terradou, 1991

### Contes
- Rêves de Pierre en Haute Provence, association Messagers, 1994
- Montagnes de contes, association Messagers, 1995
- Contes et nouvelles de la Ruche, éditions Messagers, 1995
- Animaux fabuleux et symboliques, éditions Du Fournel,  (ISBN 978-2-915493-58-0) avec des dessins de Paul Bergasse

### Romans
- Raga, éditions Terradou, 1992
- Secrets de cimes, association Messager, 1998

Romans jeunesse parus aux éditions Le Lutin Malin
- Le Loup des Monges, 2002,
- La Louve du Queyras, 2004
- Mystère sur l'alpage, 2007
- Le Cristal des écrins, 2009
- Le Chant des loups, 2010

### Récits vécus
- Tous derrière et lui devant, Association Messagers, 1997
- Impr. Louis-Jean), Dans les pas de Stevenson : la drôle équipée entre Velay et Cévennes, Éd. du Fournel, 2003 (ISBN 2-915493-00-6 et 978-2-915493-00-9, OCLC 469990965, lire en ligne)[2].
- Le chemin comme il vient, éditions du Fournel, mai 2014,  (ISBN 978-2-36142-063-5)
- Éditions du Fournel, Le chemin comme il vient : des Alpes à l'Atlantique vers Saint-Jacques de Compostelle, Éditions du Fournel, 2014 (ISBN 978-2-36142-063-5 et 2-36142-063-5, OCLC 912830613, lire en ligne)[8].